# فريدريك هيفرميل
فريدريك ستانغ هيفرميل (من مواليد 11 نوفمبر 1938) هو قاضٍ نرويجي وكاتب وناشط سلام. عمل سابقًا كمحامٍ وموظف مدني منذ عام 1965 حتى عام 1982 وكان أول أمين عام للجمعية الإنسانية النرويجية منذ 1980 حتى 1982. وقد ترك بصمته ككاتب وناشط في مجال السلام وضد الأسلحة النووية. وهو الرئيس الفخري والرئيس السابق لمجلس السلام النرويجي ونائب سابق للمكتب الدولي للسلام ونائب سابق لرئيس الرابطة الدولية للمحامين ضد الأسلحة النووية.

## مشواره المهني
ولد في رينا، والتحق بجامعة أوسلو، حيث تخرج بشهادة في القانون عام 1964. ثم عمل محاميًا في الفترة بين 1965 إلى 1973، وحصل أيضًا على درجة الماجستير في عام 1970 من جامعة نيويورك. وفي عام 1973، أصبح هيفرميل مساعد مدير في مكتب أمين المظالم للمستهلكين النرويجي. وترك هذا المنصب في عام 1980 ليصبح أول أمين عام للجمعية الإنسانية النرويجية. غادر الرابطة الإنسانية في عام 1982 للعمل ككاتب مستقل. بالإضافة إلى كتابة الكتب غير الخيالية، ترجم هيفرميل العديد من الكتب إلى اللغة النرويجية.
في عام 1988، أصبح رئيسًا لمنظمة السلام النرويجية غير الحكومية وعضوًا في مجلس مكتب السلام الدولي. في عام 1994، أصبح نائبًا للرئيس في مكتب السلام الدولي، وفي عام 1997 تولى نفس المنصب في الرابطة الدولية للمحامين ضد الأسلحة النووية. وبعد تنحيه عن منصب رئيس لمجلس السلام النرويجي، أصبح الرئيس الفخري.

### دعمه لمردخاي فعنونو
هيفرميل من المؤيدين الصريحين لمردخاي فعنونو، وهو التقني الذي كشف البرنامج النووي الإسرائيلي. قال هيفرميل في عام 2008 إنه رشح فعنونو لجائزة نوبل للسلام 18 مرة. وقد حاول أيضًا الضغط على الحكومة النرويجية لمنح اللجوء السياسي لفعنونو في عدة مناسبات، مشيرًا إلى أن النرويج تتحمل مسؤولية خاصة بسبب شحنها للماء الثقيل إلى إسرائيل عام 1959 عبر بريطانيا العظمى. في أبريل 2008، كُشف أن مديرية الهجرة النرويجية قد منحت حق اللجوء لفعنونو عام 2004، ولكن ألغي هذا القرار من قبل إرنا سولبرغ التي كانت الوزيرة آنذاك. بناءً على هذا الكشف، أعرب هيفرمايل عن قلقه من أنه على الرغم من أن القيادة السياسية للنرويج قد تغيرت في عام 2005، إلا أنه لم يجر القيام بما يكفي لمساعدة فعنونو، بسبب مخاوف الولاء المتصورة للولايات المتحدة. من ناحية أخرى، صرح وزير الشؤون الخارجية يوناس غار ستوره أن النرويج قد مارست بالفعل ضغوطًا كافية على إسرائيل، من خلال القنوات الدبلوماسية. وفي شهر مايو 2008، طلب هيفرميل مع قضاة بارزين مثل كيتيل لوند ويان فريدثوف بيرنت، تقديم التماس إلى رئيس الوزراء النرويجي لاتخاذ الإجراء المناسب.